# St. Petersburg Open 2020
Il St. Petersburg Open 2020 è stato un torneo di tennis giocato su campi in cemento al coperto. È stata la venticinquesima edizione del torneo facente parte del circuito ATP Tour 500 nell'ambito dell'ATP Tour 2020. Si è giocato alla Sibur Arena di San Pietroburgo, in Russia, dal 12 al 18 ottobre 2020.

## Partecipanti al singolare

### Teste di serie
| Nazionalità | Giocatore        | Ranking* | Testa di serie |
| ----------- | ---------------- | -------- | -------------- |
| Russia      | Daniil Medvedev  | 5        | 1              |
| Canada      | Denis Shapovalov | 11       | 2              |
| Russia      | Andrej Rublëv    | 12       | 3              |
| Russia      | Karen Chačanov   | 16       | 4              |
| Svizzera    | Stan Wawrinka    | 17       | 5              |
| Canada      | Milos Raonic     | 21       | 6              |
| Croazia     | Borna Ćorić      | 27       | 7              |
| Stati Uniti | Taylor Fritz     | 30       | 8              |

* Ranking aggiornato al 28 settembre 2020.

### Altri partecipanti
I seguenti giocatori hanno ricevuto una wild card per il tabellone principale:
- Evgenij Donskoj
- Aslan Karacev
- Roman Safiullin

Il seguente giocatore è entrato in tabellone utilizzando il ranking protetto:
- Mackenzie McDonald

I seguenti giocatori sono passati dalle qualificazioni:

- Il'ja Ivaška
- Pavel Kotov
- Nino Serdarušić
- Jeffrey John Wolf

I seguenti giocatori sono entrati in tabellone come lucky loser:
- Emilio Gómez
- Viktor Troicki

### Ritiri
Prima del torneo
- Kevin Anderson → sostituito da  Aleksandr Bublik
- Matteo Berrettini → sostituito da  Michail Kukuškin
- Pablo Carreño Busta → sostituito da  Feliciano López
- Grigor Dimitrov → sostituito da  Cameron Norrie
- Kei Nishikori → sostituito da  Vasek Pospisil
- Sam Querrey → sostituito da  Viktor Troicki
- Jannik Sinner → sostituito da  Emilio Gómez
- Stefanos Tsitsipas → sostituito da  Jahor Herasimaŭ

## Partecipanti al doppio

### Teste di serie
| Nazionalità | Giocatore     | Nazionalità | Giocatore              | Ranking1 | Testa di serie |
| ----------- | ------------- | ----------- | ---------------------- | -------- | -------------- |
| Regno Unito | Jamie Murray  | Regno Unito | Neal Skupski           | 55       | 1              |
| Austria     | Jürgen Melzer | Francia     | Édouard Roger-Vasselin | 57       | 2              |
| Belgio      | Sander Gillé  | Belgio      | Joran Vliegen          | 77       | 3              |
| Australia   | Max Purcell   | Australia   | Luke Saville           | 78       | 4              |

* Ranking aggiornato al 28 settembre 2020.

### Altri partecipanti
Le seguenti coppie hanno ricevuto una wild card per il tabellone principale:
- Jonathan Erlich /  Andrėj Vasileŭski
- Daniil Golubev /  Evgenii Tiurnev

Le seguenti coppie sono entrate in tabellone passando dalle qualificazioni:
- Evgenij Donskoj /  Roman Safiullin
- James Duckworth /  Il'ja Ivaška

### Ritiri
Prima del torneo
- Sam Querrey

Durante il torneo
- James Duckworth

## Punti e montepremi
| Torneo              | V       | F       | SF      | QF      | 2T      | 1T      | Q    | Q2     | Q1     |
| Singolare           | 500     | 300     | 180     | 90      | 45      | 0       | 20   | 10     | 0      |
| Premi in denaro (€) | €92 870 | €75 005 | €53 830 | €36 620 | €28 905 | €15 970 | N.D. | €7 275 | €4 040 |
| Doppio              | 500     | 300     | 180     | 90      | N.D.    | 0       | N.D. | N.D.   | N.D.   |
| Premi in denaro (€) | €35 750 | €28 410 | €22 410 | €15 880 | N.D.    | €8 750  | N.D. | N.D.   | N.D.   |

## Campioni

### Singolare
Andrej Rublëv ha sconfitto in finale  Borna Ćorić con il punteggio di 7–6(5), 6-4.
- È il sesto titolo in carriera per Rublëv, quarto della stagione.

### Doppio
Jürgen Melzer /  Édouard Roger-Vasselin hanno sconfitto  Marcelo Demoliner /  Matwé Middelkoop con il punteggio di 6-2, 7–6(4).